# Búsbach Péter
Búsbach Péter (Gyönk, 1827 – Budapest, 1905. november 17.) ügyvéd, író, politikus, 1848-as honvédszázados, fővárosi önkormányzati, majd országgyűlési képviselő, a pesti ágostai hitvallású evangélikus magyar és német egyházközség tiszteletbeli presbitere, a budapesti jégkorcsolyázás egyik legfőbb előmozdítója. Bátyja Busbak (Busbach) Ádám (1816–1899) 1848-as honvéd százados.

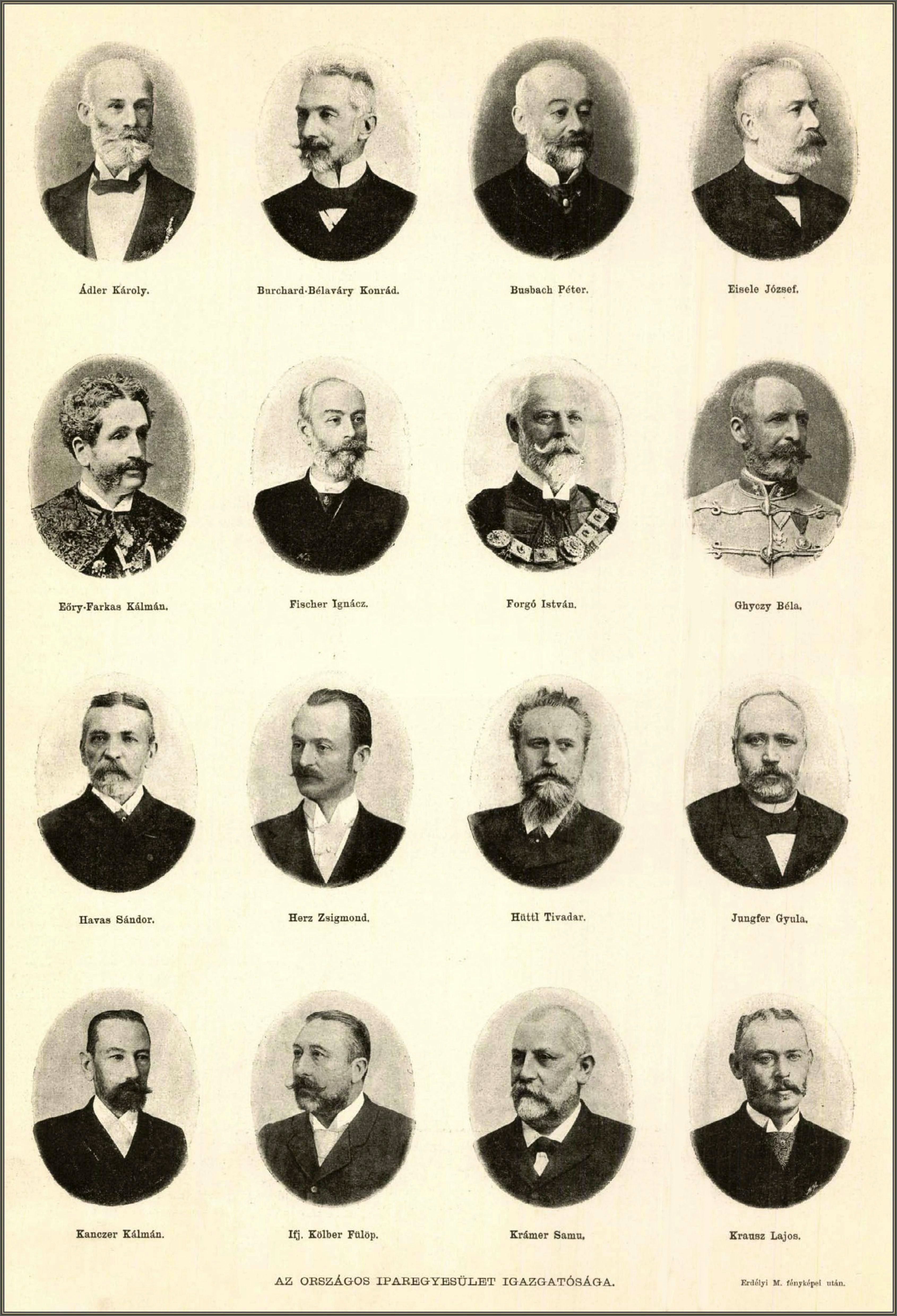
Arcképe az Országos Iparegyesület igazgatósági tagjai között 1893-ban.

## Életrajza
Gyönkön született német eredetű evangélikus családba, Busbach Henrik és Schlening Margita fiaként. Alsóbb iskoláit Nagykőrösön, a felsőt Pesten, a Pesti Egyetemen végezte, ahol ügyvédnek kezdett tanulni. Az 1848–49-es forradalom és szabadságharc kitörésekor rögtön beállt a hadseregbe, ahol vitézsége nyomán egyszerű közkatonából gyorsan haladva a rangsorban 1849 májusában már századossá léptették elő. Összesen tizenöt különböző kisebb-nagyobb ütközetben vett részt.
A forradalom bukása után csak évekkel később folytathatta tanulmányait, így csak 1856-ban szerzett jogi diplomát. 1857-ben tette le az ügyvédi vizsgát és telepedett le végleg a fővárosban. 1858. október 18-án Pesten, a Deák téri evangélikus templomban feleségül vette az eszéki születésű Bartolovich Emmát.
Az akkor még csak formálódó Budapest közgyűlése 1868-ban állt fel, aminek választásán elindult és mandátumot is nyert. Ezen tisztségében képviselőtársaihoz hasonlóan aktív részt vállalt Pest, Buda és Óbuda egyesítésében. Tagja volt annak a bizottságnak is, ami az 1871-1872-ben megalkotott, a három város Budapest néven történő egyesítéséről és rendezéséről szóló törvények gyakorlati végrehajtását készítette elő, felügyelte és koordinálta.
1874-ben választották meg a Budapesti Korcsolyázó Egylet elnökévé, amit aztán haláláig vezetett. Jelentős érdemei voltak a sportág népszerűsítésében. Az ő hathatós közreműködésével épülhetett meg a városligeti műjégpálya korcsolyacsarnoka 1894-ben.
1880-ban a budapesti magyar-német evangélikus egyház megválasztotta főfelügyelőjévé.
Fővárosi képviselőként hamar kitűnt szónoki tehetségével, a testületnek alapításától kezdve egészen 1881-ig volt tagja, mikor is a Szabadelvű Párt színeiben Budapest VI. kerületében indult és nyert országgyűlési képviselői mandátumot. Az 1884-es és az 1887-es választásokon is ismételni tudott ugyanott, az 1892-es választásokon azonban abban a körzetben is jelölték, ahol született, s mivel ott is megválasztották, a VI. kerület helyett ekkor a kölesdi kerület képviselője lett. Mandátuma 1896-os lejárta után többet már szerepelt a törvényhozásban.
1882-től haláláig tagja volt az Egyesült Budapest Fővárosi Takarékpénztár igazgatóságának.
1899-ben, elnökségének 25 éves jubileuma alkalmából a Budapesti Korcsolyázó Egylet emlékérmet adott ki.
Elhunyt 1905. november 17-én Budapesten, házasságának 48. évében; örök nyugalomra helyezték 1905. november 19-én délután 3 órakor a Kerepesi úti temetőben. Sírja ma már fellelhetetlen.

## Emlékezete
Búsbachnak a korcsolyaegylet, amit 1874-től 1905-ig, azaz 31 évig vezetett a Műjégpálya tó felőli oldalának közepén, a korcsolyacsarnok falában kialakított szoborfülkében felállított 130 centis talapzaton álló, mintegy 80 centi magas, Strobl Alajos alkotta mellszobor formájában állított emléket, ami 1909-ben került a helyére.

## Írásai
- Az utolsó öt év (Tisza–Szapáry–Wekerle). Parlamenti visszaemlékezések, Budapest, 1895.
- Egy viharos emberöltő. Korrajz I–II. Budapest, 1899.